# Neomuscina farri
Neomuscina farri är en tvåvingeart som beskrevs av Carroll William Dodge 1955. Neomuscina farri ingår i släktet Neomuscina och familjen husflugor.
Artens utbredningsområde är Jamaica. Inga underarter finns listade i Catalogue of Life.